# ビットコイン
ビットコイン（英: Bitcoin）は、中央銀行や単一の管理者を持たない分散型のデジタル通貨である。仲介者を必要とせずにPeer to Peerでビットコインネットワーク上でユーザーからユーザーへとビットコインを送信することで取引ができる。取引はネットワークノード によって検証され、ビットコインのすべての取引履歴がブロックチェーン (blockchain) と呼ばれる台帳に分散的に記録される。
2008年にサトシ・ナカモトと名乗る人物またはグループによってビットコインが発明され、その実装がオープンソースソフトウェアとして公開され、2009年に使用が開始された。

## 技術と仕組み

### 通貨単位
ビットコインの通貨単位は、「bitcoin（ビットコイン）」である。2014年現在、ビットコインを表わす記号にはBTC、XBT、₿がある。
補助単位としては、「mBTC（ミリ・ビットコイン）」「µBTC（マイクロ・ビットコイン）」「bits （ビット）」「satoshi（またはSatoshi。読みはサトシ）」などが存在する。satoshiはビットコインの作者であるサトシ・ナカモトを記念してつけられたビットコインの最小単位で、1億分の1ビットコインにあたる。Bitsは100万分の1ビットコインでμBTCと等しく、ビットと呼ばれる(英語表記ではbitsと複数形となる）。
また、頭文字の大小による意味の違いがあり、大文字表記 (Bitcoin) はプロトコルと取引ネットワークを、小文字 (bitcoin) は通貨自体を指す。
2014年10月7日、ビットコイン財団は、ビットコイン用のISO 4217通貨コードを申し込む計画を明らかにし、BTCまたはXBTが主候補であるとした。
2015年に、ビットコインの記号「₿」をUnicode（U+20BF）に追加することが承認された。

### ウォレット

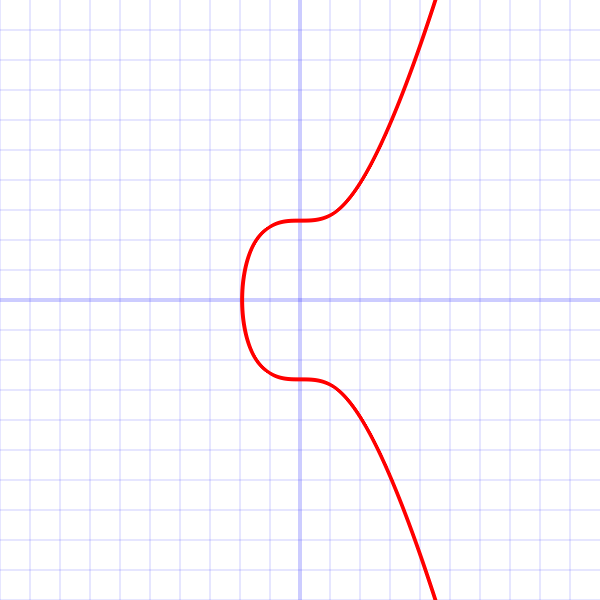
実数の代数的な場である上のsecp256k1という楕円曲線のグラフ。ビットコインで使われるsecp256k1曲線の方程式は ^{2}=^{3}+7である^{p60}。

ビットコインにおけるウォレット（口座／保管場所)とは、秘密鍵を持つビットコインアドレス (address／口座番号) をまとめたものであり、機能として秘密鍵や公開鍵の作成やビットコインの送受信などである。
取引所が提供するウォレットとは異なり、取引所以外のウォレットはウォレット機能が独立している。
ウォレットの作成方法として、以下のようにランダムウォレットとHDウォレットがある。
ランダムウォレット
ランダムウォレット（非決定性ウォレット）とは、秘密鍵と公開鍵のペアを個別に管理するものである。秘密鍵は似乱数生成器を用いてランダムに作成され、次に秘密鍵とsecp256k1と呼ばれる楕円曲線暗号に基づいたECDSAアルゴリズムを用いて「公開鍵」が作られ、その公開鍵を暗号学的ハッシュ関数SHA256に通した後にRIPEMD160を通すことで「公開鍵ハッシュ」が作られ、最後に公開鍵ハッシュをBase58Checkに通すことで「ビットコインアドレス」が作られる。
HDウォレット
HDウォレット(階層的決定性ウォレット)とは、1つのシードから多数の秘密鍵を作成したウォレットであり、シードをバックアップすると、すべての鍵ペアを復元できる。また、シードはBIP39で定義されているニーモニックコードと呼ばれる単語の列に変換することで、バックアップを用意にすることができる。シードは乱数生成器から作成され、シードを暗号学的ハッシュ関数HMAC-SHA-512に通すことでマスター鍵となる秘密鍵が作られる。その秘密鍵を拡張秘密鍵といい、暗号学的ハッシュ関数HMAC-SHA-512と一緒に用いることで子となる拡張秘密鍵が作られる。
仮想通貨ウォレットには「ホットウォレット」と「コールドウォレット」があり、各ウォレットはさらに細かく分かれている。「ホットウォレット」と「コールドウォレット」の大きな違いはインターネットへの接続の有無と利便性である。
ホットウォレット
ホットウォレットとはウォレットの秘密鍵がインターネットに接続されている状態にあるウォレットである。代表的に、以下の3つがある。
- ウェブウォレット
- モバイルウォレット
- デスクトップウォレット

ウェブウォレットとは、利用者に代わってウォレットを管理するウェブサービスのウォレットのことである。端末の種類にかかわらず利用できるので利便性は高いが、セキュリティ面はサービス提供機関に任せることになる。

また、Windows、MacOS、iOS、Androidなどのオペレーティングシステム上で動作するソフトウェアのウォレットをソフトウェアウォレット（クライアントウォレット）という。デスクトップPCにソフトウェアをインストールする場合はデスクトップウォレットといい、モバイル端末にインストールする場合はモバイルウォレットという。

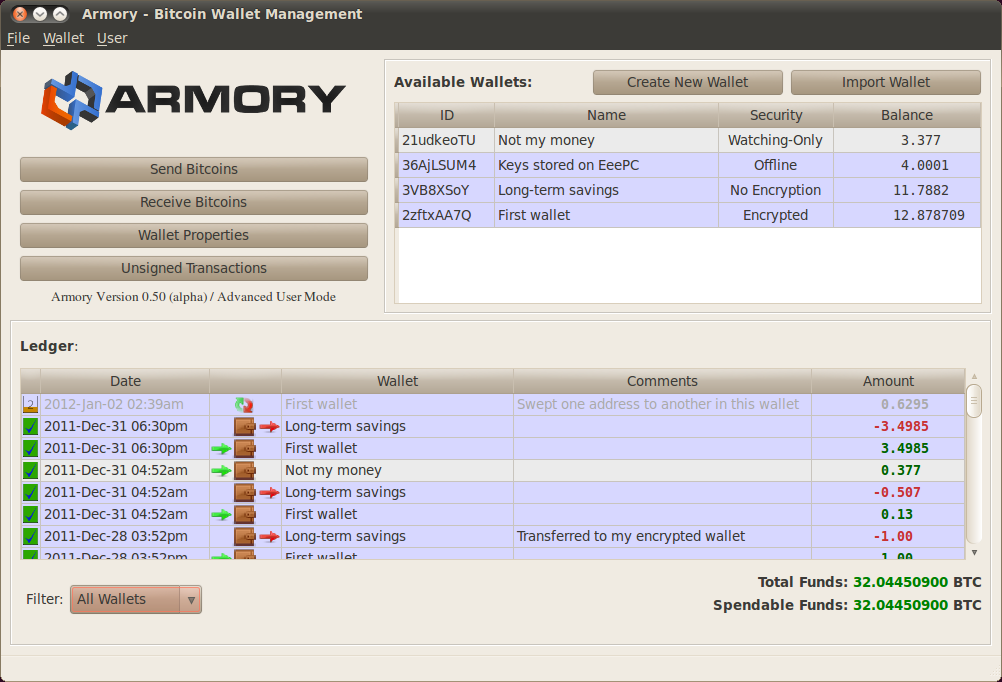
ソフトウェアウォレットのArmory（英語版）
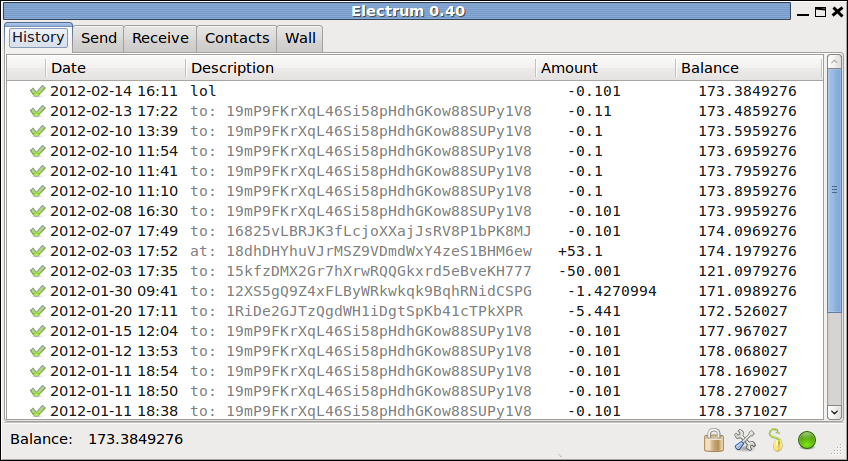
ソフトウェアウォレットのElectrum

コールドウォレット
コールドウォレットとはウォレットの秘密鍵がインターネットから隔離されているウォレットである。代表的に、以下の2つがある。
- ハードウェアウォレット
- ペーパーウォレット

ハードウェアウォレットとは、専用のハードウェアを使ったウォレットのことである。ハードウェアウォレットは、取引ネットワーク(イーサネット)に接続された外部のマシン(パーソナルコンピュータなど)に接続して利用する。ハードウェアウォレットの内部には秘密鍵が保存されているが、ウォレットは署名だけを行って接続先のマシンに送信するので、秘密鍵の漏洩の可能性はソフトウェアウォレットにくらべて低い。

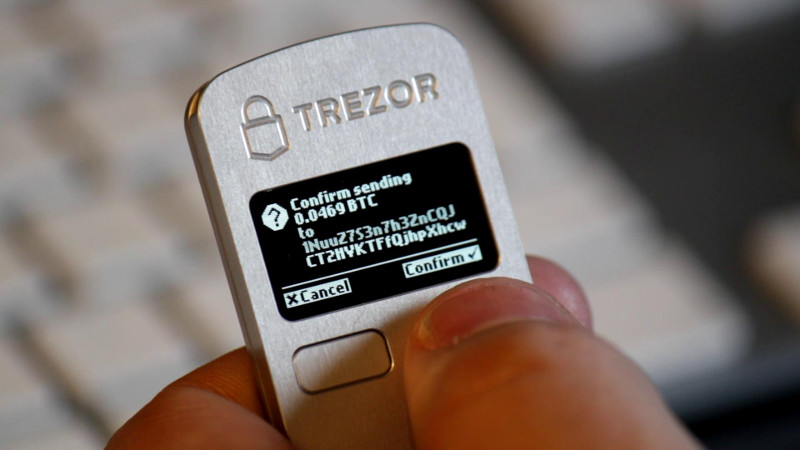
ハードウェアウォレットのTrezor
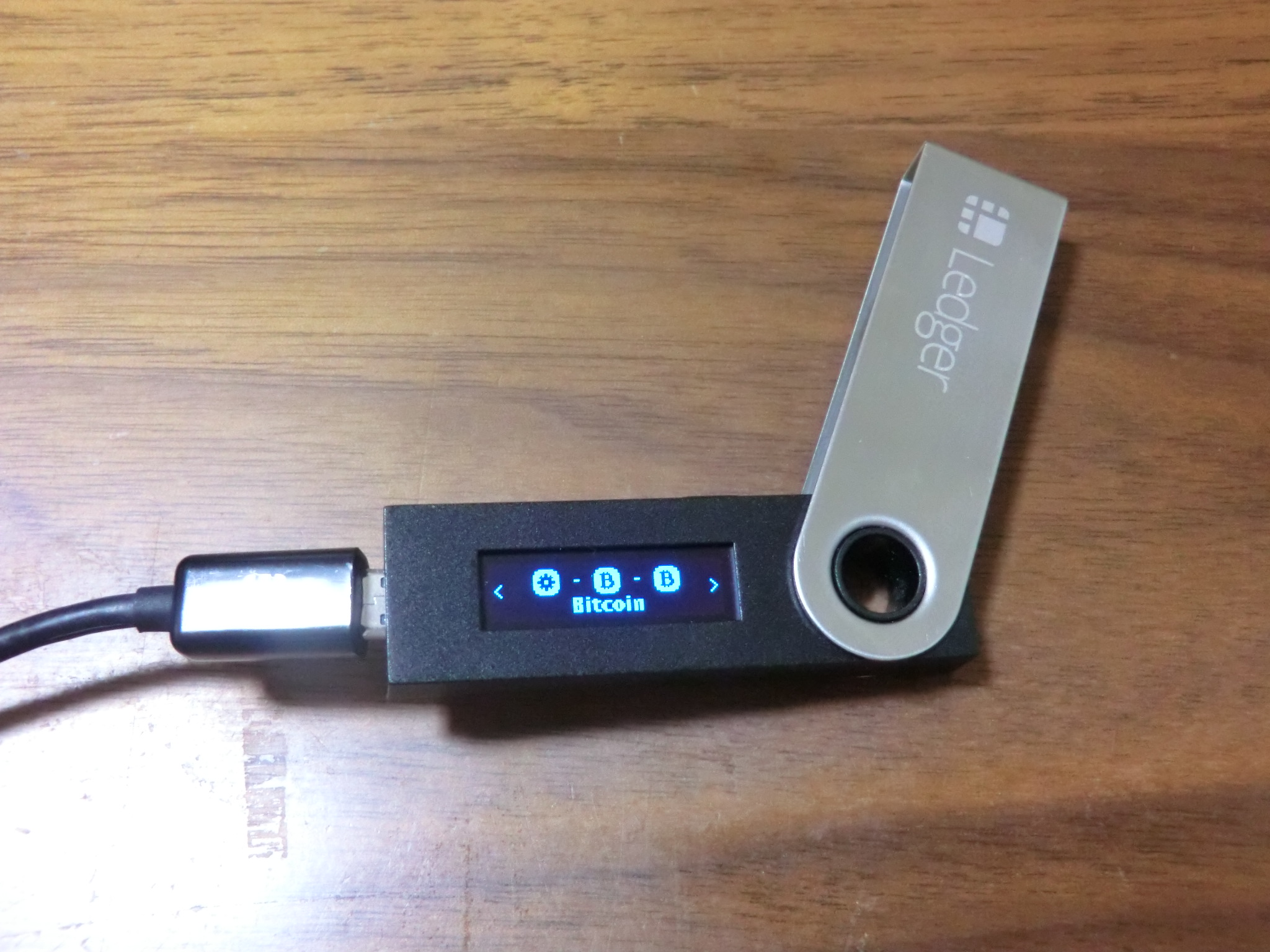
ハードウェアウォレットのLedger Nano S

ペーパーウォレットとは、紙にビットコインアドレスと秘密鍵（プライベートキー／暗号コード）を印刷したものである。クラッキングなどで秘密鍵が漏洩する危険性がないので、最も安全である。ただし、インクや紙の劣化、盗難に注意が必要となる。

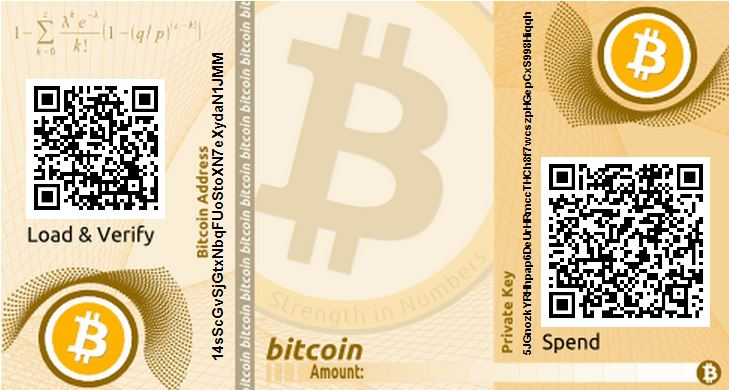
ビットコインペーパーウォレット（bitaddress.orgによって作成）
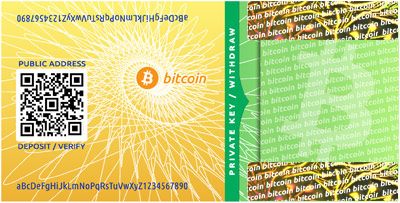
開封明示シールが貼られ、秘密鍵が隠されているビットコインペーパーウォレット（bitcoinpaperwallet.comによって作成）

### トランザクション

ビットコインのホワイトペーパーに示されている所有権の単純化されたブロックチェーン。 実際、トランザクションは、複数の入力と複数の出力を持つことができる。

トランザクションとは、ビットコインの送金メッセージである。トランザクションの基本構造は、1つ以上の入力 (input) と1つ以上の出力 (output) から構成される。入力には送金者が以前に受け取ったトランザクションの出力への参照やデジタル署名が記載されている。また、出力には送金先の公開鍵ハッシュや送金金額といった情報が記載され、送金先の受領者しか利用できないようにロック状態になっている。送金のたびにトランザクションの出力は、次の入力に連鎖し、最後の出力がその時点の所有者の所持金となる。この時の出力は未使用の出力であり、UTXO（未使用トランザクションアウトプット:Unspent Transaction Output）と呼ばれる。このようにトランザクションは連鎖をしていて、過去に遡ると入力が空白のトランザクションに行き着く。このトランザクションをコインベース・トランザクションといい、ビットコインの通貨発行のためのトランザクションである。
ビットコインの送金をする人は、送金先や送金金額といった情報が入ったトランザクションを作成し、ビットコインのネットワークの全てのノードに送信し、検証され、ブロックチェーンに記録される。この時、入力には未使用の出力 (UTXO) をロックするのに使った公開鍵に対応する秘密鍵によって生成されたデジタル署名を記載し、出力には送金先の公開鍵ハッシュと送りたいビットコインの量を指定する。それによって、出力のロック状態がアンロックとなる。UTXOのアンロックが正しく行われているのかを検証するには、UTXOのロックに利用した公開鍵によって検証できる。また複数の入力の利用は可能である。一方で入力（支払いに使用されるコイン）の合計が、意図した支払額を超えることがある。このような場合、追加の出力が使用され、お釣りが送金元に返される。取引出力に含まれない金額は、取引手数料となる。
BitcoinではForthという言語に似たスタックベースのスクリプト言語であるビットコインスクリプトをトランザクション内で記述することでデジタル署名の検証を行う。

### ブロックチェーン

ブロックのデータ構造

ブロックチェーンとは、分散型ネットワークを構成するコンピューターに、暗号技術を用いて一定期間の取引データをブロック単位にまとめ、コンピューター同士で検証し合いながらデータを同期する手法である。それは取引記録をチェーン（鎖）のようにつないで蓄積する仕組みであることから「ブロックチェーン」と呼ばれる。
各ブロックには前のブロックのデータをハッシュ関数SHA256を2回通して得られたハッシュ値があり、ブロックの識別子となる。また、ブロックのデータ構造はブロックヘッダーとトランザクションで構成され、ブロックのサイズは最大1MBである。
ブロックヘッダーにはプロトコルのバージョン番号であるバージョン、直前のブロックのハッシュ値、ブロック生成時刻であるタイムスタンプ、マークルルート、ノンス、難易度ターゲットが含まれる。ここでマークルルートとはブロック内のトランザクションをマークルツリーという手法を用いてハッシュ値としてまとめたものであり、全体的に木構造としてまとめられている。またノンスとはマイニングでランダムに設定される値、難易度ターゲットとはブロック生成の難易度を表す。
直前のブロックのハッシュ値を記述することで前のブロックの情報を参照し、ブロックの順番を決めると同時に過去に遡ることができる。このとき最初に生成されたブロックを「ジェネシスブロック」といい、ジェネシスブロックから数えたブロックチェーンの位置を「ブロック高」という。

### マイニング
マイニングとはProof of Work（PoW）を用いて新たなブロックを生成し、その報酬としてビットコインを手に入れる行為である。
ビットコインの送金者は、金額や受取人などの取引情報（トランザクション）を、ネットワークを構成するマイナー（miner, 採掘者）と呼ばれるノードにブロードキャスト（転送）する。マイナーは、受け取った取引情報をブロックという形でまとめ、ブロックチェーンの末尾に追加する。ただし、新しいブロックを記録するためには計算量の大きな問題を解く必要がある。マイナーたちは競ってその問題を解き、最初にブロックを追加することに成功したマイナーだけが一定額の報酬を得ることが出来る。二重支払いなどの不整合性は、ブロックをブロックチェーンに記録する際に他のノードによってチェックされる。
問題は10分ほどで解けるように難易度が調整されており、送金者は、取引の整合性がマイナーたちによって確認され、ブロックチェーンに記録されるまで同程度の時間を待たねばならない。流通するすべてのビットコイン通貨は、このようにマイナーへの報酬という形で市場に供給される。
ビットコインで用いられるPoWでは、ブロックの内容をノンス（nonce, 一度だけ使われる数字）と言われる値と一緒にハッシュ化することで生成されたブロックIDがネットワークの難易度ターゲットよりも数値的に小さくできるノンスを見つけることをマイナーに要求し、要求を満したブロックは新しいブロックとして有効となる。
この難易度目標を調整することで、ブロック生成に必要な作業量を変化させることができる。2,016ブロック（1ブロックの生成時間が約10分として約2週間）ごとに、ノードは最近のブロック生成率に基づいて難易度ターゲットを調整する。

片対数グラフでの相対的マイニング難易度

### コンセンサスアルゴリズム
コンセンサスアルゴリズムとは、ブロックチェーンのノード間で合意形成を行うメカニズムのことであり、ビットコインではプルーフ・オブ・ワークというシステムを用いている。
そのシステムでは、攻撃者があるブロックの修正を受け入れるために、後続のすべてのブロックを修正しなければならないため、ブロックチェーンの修正を極めて困難にする。新しいブロックが常に採掘されるため、時間の経過と後続ブロックの数の増加とともにブロック修正の困難さは増大する。

ブロックチェーンの概念図。最良のチェーン（黒）は最も長い取引履歴を持つチェーンである。その他に、孤立したチェーン（紫）も存在する。

そのため、悪意ある攻撃者が過去のブロックを改竄したり複数のマイナーが同時にブロックを追加した場合などでブロックチェーンが分岐する時、ビットコインはチェーンを構成する計算を多く実行したものである「最も長いブロックチェーンを信頼する」としている。
攻撃者が過去の取引履歴を書き換えても、その履歴が信頼されるためには、そこから派生するチェーンが他のチェーンよりも長くならなければならない。そのためにはネットワーク全体の半分以上のCPUパワーが必要となる。またビットコインに参加するノードの数が十分大きければ、そのようなCPUパワーを確保するのは困難である。複数のマイナーがそれぞれ個別のブロックを追加し、チェーンが分岐してしまった場合は、ネットワーク上の各マイナーはそのうちどちらかのチェーンを選んでマイニングに取り組む。さらに新しいブロックがどちらかのチェーンに追加された時点で、他方のチェーンは放棄される。

### Bitcoin Core
Bitcoin Coreとはビットコイン取引やマイニングを行うためのオープンソースソフトウェアであり、2009年にサトシ・ナカモトによってリリースされた。そのため、ウォレットとしての機能とフルノードとしてビットコインネットワークに参加してマイニングを行うことができる機能、ビットコインの仕様策定における参照実装の位置付けを持つ。またJSON-RPCインターフェースを持つコマンドラインベースのデーモンであるbitcoindや、ユーザーがbitcoindにRPCコマンドを送信できる簡単なプログラムであるbitcoin-cli、GUIでbitcoindを操作できるbitcoin-qtが、Bitcoin Coreにセットで提供されている。

### ビットコインネットワーク
ビットコインネットワークとは、ビットコインを利用し運用するためのソフトウェアであるビットコインノードが相互に接続されたネットワークである。
ビットコインノードには、トランザクションの検証を行う「フルノード」とビットコインの交換機能のみを持つ「SPVノード」があり、フルノードのソフトウェアの代表としてBitcoin Coreがある。
また、ネットワークの種類には市場価値を持つビットコインの交換を行うネットワークであるmainnet、研究開発用ネットワークであるtestnet、testnetを改良した研究開発用ネットワークであるsignet、ビットコインネットワークに接続せずに単独で動かすモードであるregtestがある。

### ビットコイン改善提案
ビットコイン改善提案(Bitcoin Improvement Proposal : BIP)とは、ビットコイン技術の発展のためのに作成、公開される草案群である。 BIPには「Standards（標準）」「Informational（情報）」「Process（プロセス）」があり、Standardsはデータの変更に関するもの、Informationalはシステム設計やユーザーガイドラインに関するもの、ProcessではBIPに関する説明や変更に関するものであり、これまでに提案されたものはGitHubにて記録されている。BIPが提案されるとビットコインプロジェクトのメーリングリストを通じて提案が周知され、それを複数のエンジニアが妥当性を協議し、コミュニティで投票することで承認の可否を決定し、多数の合意が得られると実装・利用が開始される。また、BIP○○といった数字表記で提案が示され、ビットコインのコミュニティーメンバーであれば誰でもBIPを提案することができる。これは代表的なものとして以下のようなものがある。
BIP32
BIP32は、ビットコインに階層型決定論的（HD）ウォレットと拡張鍵の規格を導入した仕様である。HDウォレットは、マスターの秘密鍵「ルート」から複数の「子」鍵ペアチェーンを確定的に生成することができる。
BIP39
BIP39は、特定の単語リストから選ばれた平易な言葉の文字列であるニーモニックコードを利用し、BIP32に記載されているウォレットの生成に使用されるランダムシードを導き出すプロセスを記述した提案である。

### SegWit

SegWitのロゴ

「Segregated Witness（SegWit）」とは「Witness（署名）」と取引のデータを分離してデータを再編することであり、それによって1つのブロックに含める取引の数を増やすことができるのでネットワークの取引処理量を増加させられ、また取引速度の向上や取引の署名の改ざん(トランザクション展性)が不可能になる。

### Taproot
Taprootはシュノア署名とMAST（Merkelized Abstract Syntax Tree : マークル化抽象構文木）を導入するアップデートであり、ネットワークのプライバシー機能の向上や、取引のデータのサイズの削減を目指したものである。

### 半減
ビットコインは4年ごとにマイニングスピードが半減する設計になっている。
2024年現在までに行われた半減日時は下記の通りである。
- 2012年11月28日
- 2016年7月9日
- 2020年5月11日
- 2024年4月19日

## 経済と社会

### 通貨としての利用

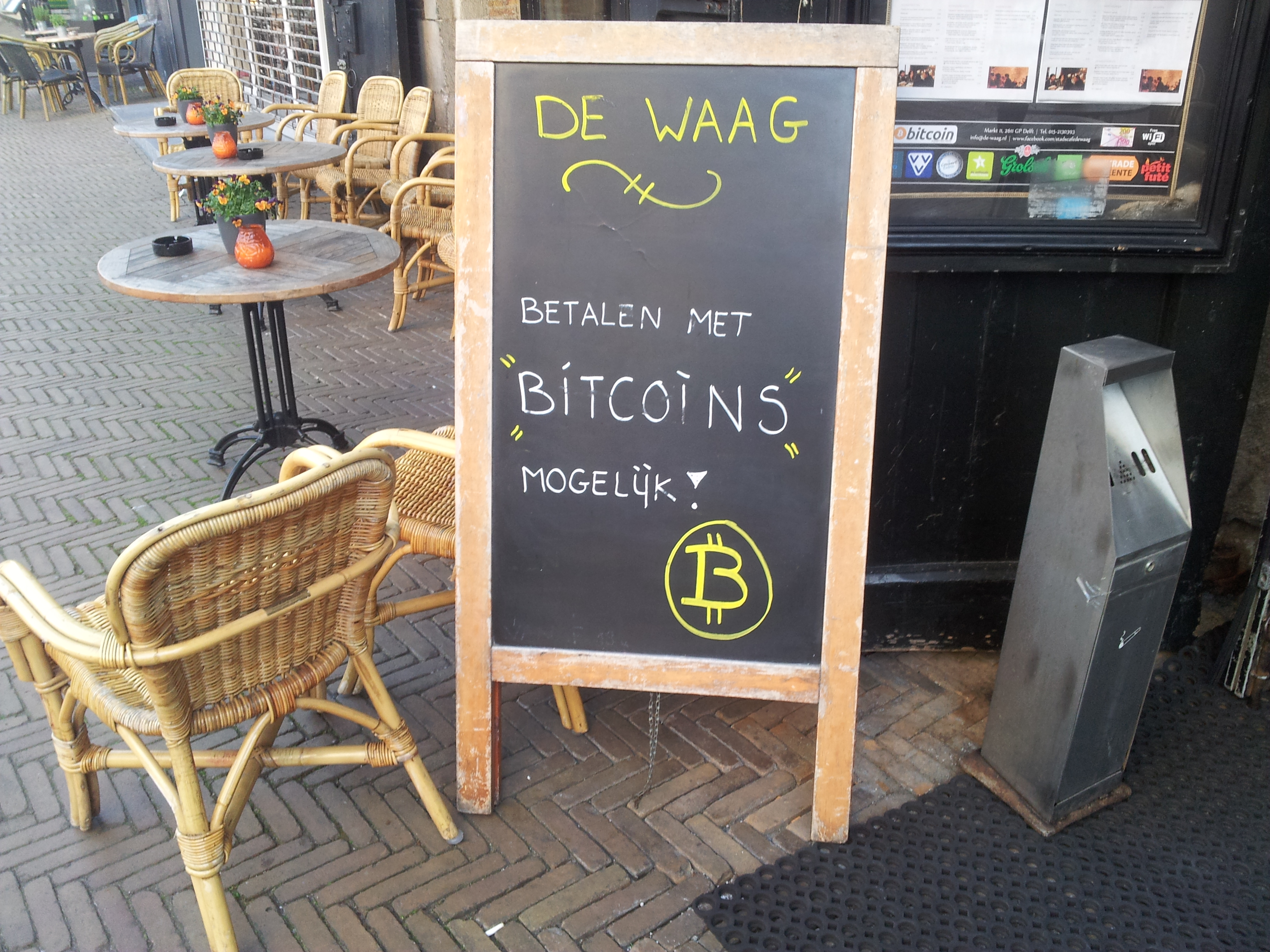
2013年オランダ国内でカフェでの対応例

#### 代替通貨
インフレと厳格な資本規制によって窮地に陥っている一部のアルゼンチン人は、アルゼンチン・ペソの代替通貨として使用している ほか、
一部のイラン人は、通貨制裁を回避するために使用 している。
2021年6月8日には中央アメリカのエルサルバドル共和国が国家としては世界で初めてビットコインを法定通貨として承認し、9月7日に導入された。同国はビットコインともう一方の法定通貨である米ドルを両替するATMの新設や、スマートフォン用電子ウォレットアプリ「チボ (Chivo)」を開発し、チボに登録すれば30ドル相当のビットコイン相当を獲得できるキャンペーンを実施するなど普及を進めている。
2022年4月には中央アフリカ共和国がビットコインを法定通貨として採用したほか、2023年12月22日にはアルゼンチンが契約書に使用できる通貨として指定している。
また、経済ジャーナリストやアナリストは、スペインでの流通量とキプロス・ショックに関連性があると示唆している。キプロスでは財政難になった際に、金融機関の預金口座に課税するために預金封鎖をしたことで、キプロス国民が国家権力の及ばない「ビットコイン」へ資産を移す動きが増え、大々的に報じられた。

#### 決算手段
ビットコインは採掘、もしくは商品・サービス・他の通貨との交換、また寄付を受けることにより入手できる。ビットコインは一般的なクレジットカードの加盟店手数料2−8%に比べ費用が抑えられ、クレジットカードの手数料よりさらに安価な決済コストを実現でき、かつ土日祝祭日に左右されない。また、売り手買い手双方ともに、個人情報やカード番号など、外部に漏れたら問題になるような情報の入力も必要ない。そのためeコマースの決済手段として着実に地歩を固めている。
著名な営利法人での採用例としてはOkCupid、reddit、WordPress、ヴァージン・ギャラクティックが、特定非営利活動法人やアドボカシー団体ではフリーソフトウェア財団、WordPress、Tor、電子フロンティア財団 (EFF)、ウィキメディア財団 などが挙げられる。

### 投機
中央支配機関がないビットコインの信用は、ネットワーク参加者全体で相互に形成されている。価値下落を防ぐ努力をするような中央組織が存在しないというリスクがある一方で、使用者の意図に反して価値をコントロールすることもできない。それゆえ、価格変動から差益を得ようとする投機家により、投機目的で取引されている。
一例として、2012年にウィンクルボス兄弟がビットコインを購入し、2015年にはニューヨーク本拠の仮想通貨取引所「ジェミニ（Gemini）」も設立している。
しかし一方で、2013年には欧州銀行監督局(EBA)はこのような投機リスクに対し警告している。
2020年には、ビジネス分野へのデータ管理や分析を手がけるアメリカの企業であるマイクロストラテジー社が、ビットコインの購入を始めている。
2021年にはオンラインゲーム大手のネクソンがビットコインを購入し、日本企業として初めて財務資産に組み入れた。
2025年にはカジュアル衣料製造のANAPホールディングスは、日本初のビットコイン建て増資を発表した。

### 犯罪への利用
アメリカをはじめとする国々の当局者たちは、ビットコインを合法的な金融サービスを提供できるものと認識しているものの、闇ネット市場や盗難を中心として犯罪活動が行われている。ビットコインの盗難は可能であり実例があるものの、オフラインでの防止策でこうした危険性は減らせる。
犯罪行為との関連性は利用人口拡大の妨げとなっており、流通動向は金融規制当局、立法機関、法執行機関の注目を集めており、実際に米連邦捜査局 (FBI)、米上院、ニューヨーク州により捜査された。
FBIは「おそらく資金の移動や盗難手段としてサイバー犯罪者を惹きつける」と2012年の報告書で述べた。

#### 闇市場と資金洗浄
2012年、英経済誌エコノミストは、ビットコインの人気を「違法薬物の購入手段としての利用価値に拠るもの」と報じている。
2013年、英ガーディアン紙は、「主にオンライン賭博や違法薬物購入に使われた」と述べ、
同年、ハフィントン・ポストは「オンライン賭博が高割合を占める」と述べた。
正規のトランザクションは、実際の薬物購入関与数より少ないと考えられており、
全トランザクションの約半分は、単一のオンラインゲームサイトで決済されている。
2012年、カーネギーメロン大学と情報ネットワーク協会の研究により、
ビットコインの流通総額の4.5−9%が、単一のオンライン市場、シルクロードの薬物購入目的であると推定した。
取引の大半は実質的に投機目的であったが、当研究は商品やサービスに比べ薬物が遥かに大きな使用割合を占めると主張している。2013年、ハフィントンポストは、身元確認をしないオンライン銃器商は決済にビットコインを使用していると報じた。
また、欧州銀行当局を含む各種の規制当局及び法執行機関は、資金洗浄用途を警戒している。
米連邦捜査局 (FBI) による2012年度報告書では、資金洗浄を実現するおそれを認めたが、判明した事例が存在しなかったと述べている。
資金洗浄の障害として、取引履歴の公開性を挙げる意見もある。コンシューマーズ・リサーチは2015年に資金洗浄を排除する方策の必要性を挙げるとともに過剰な規制による業界の萎縮を懸念点として挙げた。

#### 盗難・無許可採掘
伝統的な通貨を扱う業界では、取り引きの途中で資産が不正にアクセスされた場合消費者保護の規制により、事業者が一定の範囲で弁済することが義務づけられているが、ビットコインの取り引きを仲介する事業者の場合、ビットコインが盗難され顧客資産が消失したまま戻らなかった事例が複数回起こった。ビットコインでは取り引きが不可逆であるため、不正アクセス者が資産を一度他者に送ってしまうと元に戻すことができない。
2011年6月、シマンテックは、ボットネットによる隠れた採掘により、ハードウェアの消耗や電力量の増加やコンピュータ温度の上昇の可能性について警告した。コンピューターウイルスに感染した場合、最新ビデオカードに組み込まれているGPUの並列計算帯域が、マルウェアにより消費される。2011年8月中旬、採掘用ボットネットが再び検出され、その後3か月未満で採掘用トロイの木馬に感染したMac OS Xが発見された。

### 環境問題
ビットコインの環境への影響に関する懸念は、ビットコインのエネルギー消費量と二酸化炭素の排出量に関連している。エネルギー消費量を二酸化炭素排出量に換算するのが難しいのは、ビットコインが分散型であるため、使用される電力構成を調べるために採掘者の地域化ができないことが原因である。ビットコインのカーボンフットプリントを分析した最近の研究の結果はさまざまである。また、マイニングのエネルギー消費は、鉱山で金やプラチナを採掘する量を上回るとする試算を、アメリカのオークリッジ科学教育研究所の研究チームが発表した。
2018年に「Nature Climate Change」に掲載された研究では、ビットコインは "単独で、30年以内に温暖化を2℃以上に押し上げるのに十分なCO2排出量を生み出すことができる "と主張している。しかし、他の研究者はこの分析を批判し、「基礎となるシナリオが不十分で、過大評価につながっている」と主張している。
2019年にJoule誌とAmerican Chemical Society誌に掲載された研究によると、ビットコインの年間エネルギー消費量は、17～22.9 Mt CO2の年間炭素排出量となり、これはヨルダンやスリランカなどの国やカンザスシティの排出量に匹敵するレベルである。国際エネルギー機関（IEA）は、ビットコインに関連する年間炭素排出量を10～20 Mt CO2と推定しており、Nature Climate Change誌の予測は、1990年代後半にインターネットとそのエネルギー消費量の増加について警告されていたことと同様に、「ビットコインに関するセンセーショナルな予測」に過ぎないと評している。

### 国家や国際機関による規制
2013年3月に米国財務省の金融犯罪取締ネットワーク局 (FinCEN) は、「分散型仮想通貨」の規制指針を制定し、アメリカで造幣販売を行う「採掘者」は通貨販売事業者と指定され、事業登録やその他の法的義務が課せられた。
2013年8月、ドイツ財務省は、ビットコインについて、「多国間決済の会計単位として使用可能である」とし、1年以上保持する場合はキャピタルゲイン税が課せられた。
米国ニューヨーク州金融サービス局は、富の移転や犯罪行為（特にシルクロード）を懸念し規制する目的で、権限上可能な規制 (BitLicense) や指針に関わる調査の実施を2013年11月に発表し、ニューヨーク市で公聴会を開催した。
またアメリカ合衆国内国歳入庁（IRS）は、「積極的に独自基準の作成に取り組んでいる」と述べている。
同時に欧州銀行監督局 (EBA) は、使用状況を鑑みて微妙ながら承認を与えた。
以前はEUおよびEFTA地域の銀行による規定や認可が存在せず危険性が伴うことから公式に警告を発していたが、
各種規制の適応外であり不要であることを認め、現状を認識し見方を変えた。
日本では、2014年6月19日に自民党IT戦略特命委員が規制を見送る提言書を公表している。提言では、ビットコインなどの仮想通貨を「価値を持つ電磁的記録（価値記録）」と定義している。
ロシアでは2014年3月、中央銀行が、目下いかなる暗号通貨も禁止する計画を持たないと明言した。政府は暗号通貨の違法な使用を防止すべく、市民と法人を保護するための法的な枠組みを設ける予定であるという。
インドネシアでは、2014年2月6日にインドネシア中央銀行が、ビットコインは法定通貨ではないと声明した。
中国（中華人民共和国）では、2014年4月中旬に国有商業銀行大手がビットコインを扱う取引所の口座を閉鎖し始めた。中国はビットコイン取引規制を進める一方で採掘したビットコインの売却で得た利益は中国に還元され、市場を支配できることなどから世界の7割超も占めるビットコインの採掘活動を暫く容認するも、中国政府は2019年4月にコンピュータの電力浪費を理由にビットコインなど仮想通貨の採掘も禁止する方針を発表し、マイニング機器世界最大手のビットメインなどの中国企業も同様に、大量の演算処理能力を必要とする人工知能といった政府の支援する業界に注力するようになった。
エジプトでは、大ムフティーのシャウキー・イブラーヒーム・アブドゥルカリームがイスラム教に反するとしてビットコイン取引を禁じる宗教令（ファトワー）を出し、イスラム圏で同様のビットコイン禁止令が相次いだ。
こういった規制の動きがある一方で、新たな通貨としてビットコインの導入を目指す動きがある。2021年6月8日、エルサルバドルは法定通貨としてビットコインを承認し、9月7日に導入された。しかし、国際通貨基金（IMF）は金融安定化などへの懸念から法定通貨化をやめるようエルサルバドルに要請している。

## 歴史
ビットコインは、サトシ・ナカモトによってサイファーパンクコミュニティの多くの既存のアイデアを統合し、発明され、実装されたことから始まった。

### ビットコインの公開
ドメイン名「bitcoin.org」が2008年8月18日にインターネット上に登録され、10月31日に「サトシ・ナカモト」の名前で「ビットコイン：ピアツーピア電子キャッシュシステム」というタイトルの論文が暗号化メーリングリストを通して投稿された 。Nakamotoは、ビットコインソフトウェアをオープンソースコードとして実装し、2009年1月3日にナカモトがジェネシスブロックとして知られるチェーンの開始ブロックをマイニングしたときにビットコインネットワークが作成された 。このブロックのコインベースに埋め込まれていたテキストは、「The Times 03/Jan/2009 Chancellor on brink of second bailout for banks」（銀行救済に二度目の公的資金注入へ）である。このテキストは、タイムズ紙が発行した見出しを参照しており、中央銀行を中心とする部分準備銀行制度を皮肉っているとされる:18。
最初のビットコイントランザクションの受信者は、2004年に最初のリユーザブル・プルーフ・オブ・ワーク (RPoW) を作成した Hal Finney であり、リリース日にビットコイン ソフトウェアをダウンロードし、2009 年1月12 日にNakamotoから10BTCを受け取った 。
2010年5月22日、アメリカ・フロリダ州でプログラマーのラズロ・ハニエツがジェレミー・スターディバントからパパ・ジョンズ・ピザを2枚10,000ビットコインで購入したときに、ビットコインを使用した最初の既知の商取引が発生した。このことから、5月22日は「ビットコイン・ピザ・デー」と呼ばれている。

### 不具合の発生
2011年11月1日、リファレンス実装であるBitcoin-Qtバージョン0.5.0がリリースされた。これは、Qtユーザーインターフェースツールキットを使用したフロントエンドを導入したものである 。2013年3月11日 、ビットコインソフトウェアのバージョン0.8のバグにより、ブロックチェーンは一時的にルールの異なる2つの独立したチェーンに分裂する。6時間の間、分岐した2つのビットコインネットワークは同時に運用され、各々が固有の取引履歴を持つことになった。ネットワークの大部分がビットコインソフトウェアのバージョン0.7にダウングレードし、下位互換性のあるバージョンのブロックチェーンを選択したことで、通常の運用が回復した。

### シルクロード事件
ビットコインの最初の主要ユーザーは、シルクロードのようなブラックマーケットであった。2011年2月から30か月間、シルクロードはビットコインを独占的に支払い、990万ドル（約2億1400万ドル相当）を取引した。2013年10月にアメリカ連邦捜査局 (FBI) は、オンライン闇市のシルクロードを閉鎖し、2850万米ドル相当を押収した。その後の2020年11月5日にはアメリカ合衆国司法省（DOJ）がシルクロードに絡み、10億ドルのビットコインを押収した。

### 2010年代前半
2011年、1BTCあたり0.30ドルでスタートし、年間5.27ドルまで成長した。6月8日に31.50ドルまで上昇した。1か月もしないうちに11.00ドルまで下落した。翌月は7.80ドル、さらに1か月で4.77ドルまで下落した。
2012年、ビットコイン価格は5.27ドルで始まり、年間13.30ドルまで成長した。1月9日までに価格は7.38ドルまで上昇したが、その後16日間で49%下落し3.80ドルになった。その後、8月17日に16.41ドルまで上昇したが、次の3日間で57%下落し7.10ドルとなった。
2013年3月、米国金融犯罪取締局（FinCEN）は、ビットコインなどの「分散型仮想通貨」に対する規制ガイドラインを策定し、生成したビットコインを販売する米国のビットコインマイナーを、登録などの法的義務の対象となるマネーサービスビジネス（MSB）に分類した。　　2013年8月、ドイツ財務省はビットコインについて、「多国間決済の会計単位として使用可能である」とし、1年以上保持する場合はキャピタルゲイン税が課せられた。12月5日には中国人民銀行は、中国の金融機関によるビットコインの使用を禁止した。
2013年は13.30ドルから始まり、2014年1月1日には770ドルにまで上昇した。
2014年1月27日、ビットコインを使ったマネーロンダリングの容疑で、ビットインスタント（BitInstant）取引所の所長とビットコイン財団の副会長を務めるチャーリー・シュレム（Charlie Shrem）とロバート・ファイエラ（Robert Faiella）が逮捕された。
2014年3月11日にはソフトウェアの不具合によりブロックチェーン分裂の間、マウントゴックス取引所は一時ビットコインの預金を停止し、価格は23%下落し37ドルとなったが、その後の数時間で以前の水準である約48ドルに回復した。4月には取引所のビットインスタントとマウントゴックスが容量不足による処理遅延により験しビットコイン価格は266ドルから76ドルに下落し、6時間以内に160ドルへと戻った。
2014年6月13日、米オンライン旅行最大手エクスペディアが、ホテル予約でビットコイン利用を開始した。7月18日にはデルが公式ホームページを通じた自社製品の販売で、ビットコインによる支払いの受け付けを開始し。8月にはアメリカの楽天スーパーロジスティクスが、ビットコイン決済の取扱を開始した。
2014年11月19日には755ドルまで上昇し、同日に378ドルまで5％暴落した。11月30日には1,163ドルに達した後、長期的な暴落が始まった。
2015年10月22日、 欧州司法裁判所（ECJ）は「ビットコインの売買は欧州付加価値税の適用を除外される」と判決を下した。
2015年1月26日、大手取引所Coinbaseが、アメリカ24州の認可を受けたビットコイン取引所「Coinbase Exchange」を開設した。12月10日にはシカゴ・オプション取引所（CBOE）にてビットコイン先物取引の開始し、12月18日にはシカゴ・マーカンタイル取引所（CME）にてビットコイン先物取引の開始した。

### マウントゴックス事件
2014年2月26日、大手取引所のマウントゴックス が全ての取引を停止し、「取引所のサイトと顧客を守るため、全ての取引を一時的に中断することを決めた」とした。ウォール・ストリート・ジャーナルによれば、25日、ニューヨーク南連邦地方検事局が捜査に着手し、マウントゴックスに召喚状を送り、書類の保全などを命じた。28日、会社は東京地方裁判所に民事再生法の適用を申請し、受理された。 会社は被害額が85万ビットコイン（114億円相当）および現金28億円としている。（480億円相当が正しい）。） グローコム客員研究員の楠正憲によれば、本来発行された取引IDを顧客が改ざんすることができ、もとのIDに問い合わせても取引IDがないため何回でも取引を要求できるという。「ネットエージェント」代表の杉浦隆幸によれば、秘密鍵を管理する『財布』のパスワードを盗みとることができれば、大量の不正引き出しも可能だとする。詳細は「マウントゴックス」を参照

### Segwitの実装とビットコインキャッシュの誕生
2014年10月、Bitcoin coreはブロック容量を20MBにアップグレードするロードマップ発表した。2015年2月16日にはリリース0.10が公開され、プログラマにネットワーク上のコンセンサスを支配するルールへの容易なアクセスを提供するコンセンサスライブラリを導入した。バージョン0.11.2では、開発者は、将来の特定の時間までトランザクションを使用不能にすることができる新しい機能を追加した
2015年6月にはビットコインのスケーリングを拡大させる提案であるBIP100やBIP101が提案された。BIP100は2015年12月にBitcoin Unlimitedとして運用され、BIP101は2015年8月にBitcoin XTとして運用された。だがBitcoin XTのリリースによってコミュニティに混乱を招いたことでBIP141が2015年12月に提案されたことによりデータの圧縮技術「SegWit」が発表された。SegWitはライトニングネットワークをサポートするだけでなく、スケーラビリティを向上させることを目的としていた。
2016年4月15日にはBitcoin Core 0.12.1 がリリースされ、複数のソフトフォークが同時に発生することを可能にした。また2016年10月にはBitcoin Core 0.13.1がリリースされたことで「Segwit」の導入の準備が完了した。同時にViaBTC、Bitcoin.com などのマイニングプールがBitcoin Unlimitedのサポートを開始したことでBitcoin CoreとBitcoin Unlimitedとの対立がはじまった。その対立を危惧して、2017年3月にはBIP148が提案された。そして2017年7月15日にSegWitソフトウェアアップグレードは承認され、2017年8月24日にネットワーク上でアクティブ化された。しかしSegWitの起動に不満を持った人たちが2017年8月1日にソフトウェアをフォークしてビットコインキャッシュを作り、10月14日にはビットコインゴールド、11月25日にはビットコインダイヤモンドなど多くのビットコインのフォークができた。

### 2010年代後半
2014年は価格は770ドルで始まり314ドルまで下落した。2015年は314ドルから始まり434ドルまで上昇した。2016年は価格が上昇し、2017年1月1日には998ドルまで上昇した。12月17日に19,783.06ドルの史上最高値を記録した後、2018年1月1日に13,412.44ドルまで上昇した。
2017年5月25日には ビットコインの最高値が、金の最高値を抜き、この日に年初の3倍となる1ビットコインあたり2,700ドル台まで上昇した。
2017年7月25日、ロシア人のアレクサンドル・ビーニクが、マウント・ゴックスなどから不正に入手した収益を自身のビットコイン取引所を通じて資金洗浄した容疑で、ギリシャ滞在中に逮捕されたことが分かった。
2017年12月17日にはCoinbase での取引価格が1ビットコインあたり19,891.99ドルになった。今まで上昇し続けていたビットコインの価格は、それ以降、2018年12月15日に3,128.89ドルまで下落し、この最高値は2020年12月1日まで超えられなかった。
2018年1月15日、 ライトニングネットワークによる世界で初めての物品購入が行われた。 またついで同年2月25日には、世界で初めて、ビットコインで商取引（ピザの購入）を行った人物が、再びライトニングネットワークでピザを購入した 。
2017年9月に中国はビットコインの取引の禁止の最初の措置が取られ、2018年2月1日から完全禁止となった。その後、ビットコイン価格は2018年2月5日に9,052ドルから6,914ドルまで下落した。 また、2018年1月のCoincheck、6月のBithumb、7月のBancorからの盗難など、暗号通貨取引所からの複数のハッキングや盗難によってマイナスの影響を受けた。2018年の最初の6ヶ月間、7億6,100万ドル相当の暗号通貨が取引所から盗まれたと報告された。その結果、2018年上半期の残りの期間を通じて、ビットコインの価格は11,480ドルから5,848ドルの間で変動した。2018年7月1日、ビットコインの価格は6,343ドルであり 2019年1月1日の価格は3,747ドルとなった。そのようなことから、2018年は72%減、史上最高値から81%減となった。そして2019年6月には13,000ドルまで回復した。
2019年6月19日、シカゴ・オプション取引所（CBOE）のビットコイン先物取引が終了した。2019年9月23日  Bakkt にてビットコイン先物取引の開始し、2019年12月9日にはBakkt にてビットコインオプション取引の開始した。 2020年1月13日、シカゴ・マーカンタイル取引所（CME）にてビットコインオプション取引の開始した。

### Taprootの実装
2018年1月にBitcoin Coreの開発者であるGreg Maxwellによってビットコインのアップグレード「Taproot」が発表された。2020年1月14日、Pieter WuilleらによってBIP340 (bip-schnorr)とBIP341 (bip-taproot)とBIP342 (bip-tapscript)の3つが提案され、2020年10月にはBitcoin coreに統合された。
2021年5月1日にBitcoin core 0.21.1がリリースされたことでシグナリングが開始し、Taprootへの支持を表明できるようになった。翌月にはTaprootへの支持率が9割を超えたことで実装が決定し、2021年11月14日に大型アップグレード「Taproot」が実装が成功した。これにより、シュノア署名のサポートやスマートコントラクトとライトニングネットワークの機能向上が追加された。

### 2020年代前半
2020年3月13日、ビットコインは2020年2月に10,000ドルを超えて取引された後、下落して4,000ドルを下回った。2020年11月30日にビットコイン価値は19,860ドルと過去最高値を更新し、2017年12月の最高値を上回った。 
2021年1月19日、イーロン・マスクが自身のTwitterのプロフィールに「#ビットコイン」というハンドルを置き、「振り返れば必然だった」とツイートしたことで、価格は1時間で一時約5,000ドル上昇し37,299ドルになった。
2021年2月8日にはテスラが15億ドルのビットコイン購入と自動車の支払いとしてビットコインの受け入れを開始する計画を発表したことでビットコイン価格を44,141ドルに押し上げた。
2021年2月20日、 時価総額が1兆ドル（約105兆円）を突した。。しかし、49日後の2021年5月12日に方針を転換し、暗号通貨の「マイニング」が化石燃料の消費と気候変動に貢献しているという懸念から、ビットコインを受け取らないと述べたことにより、ビットコインの価格は5月13日に約12%下落した。7月のビットコイン会議において、マスクはテスラが将来ビットコインの採掘者を再生可能エネルギーに切り替える手助けをする可能性を示唆し、また同じ会議で、ビットコインの採掘が50パーセント以上の再生可能エネルギーの使用に達し、推移すれば、「テスラがビットコインの受け入れを再開するだろう」と述べ、この発表の後、ビットコインの価格は上昇した。
2021年6月8日、エルサルバドルが法定通貨としてビットコインを承認し、2021年9月9日にはエルサルバドルでビットコインが法定通貨として導入された。また、2022年4月27日には中央アフリカ共和国の大統領府が法定通貨としてビットコインを承認したと発表した。
2021年10月19日、米国初ProShares社のビットコインETFがニューヨーク証券取引所に上場し、上場初日出来高が金融市場全体で史上二位となった
2022年1月21日、ニューヨーク市長が初の給与の一部をビットコインで受け取った。
2022年5月10日、TerraのUSTステーブルコインのドルとの連動が外れた結果、ビットコイン価格は31,324ドルまで下落し、2021年11月の高値から50%以上下落した 。
2022年6月13日までにCelsius Network（分散型金融ローン会社）は出金を停止したことでビットコイン価格は2万ドル以下に下落した。
2024年2月14日、ビットコインは日本円で最高値を更新し780万円をつけた。

### ビットコイン・オーディナルズ
2023年1月、オーディナルズという企業が、ビットコインのプロトコルにNFTを実装したと発表。1ビットコインを1億サトシに分割し、それぞれにスマートコントラクトでデータを記録することで、NFTを発行する仕組みだ。
2023年3月初旬、BRC-20トークン規格が登場した。この新しいトークン規格は、仮名の開発者「Domo」によってもたらされ、ユーザーがビットコイン上で初めて完全に新しいトークンを発行できるようになった。BRC-20.ioのデータによると、ビットコインベースのBRC-20トークン数は、最初の週は数百だったが、2023年5月31日時点では2万5000以上に急増している。

### 現物型ビットコインETF
2024年1月10日、米国証券取引委員会 (SEC)が11社によって申請されていた現物型ビットコインETFを承認した。承認されたのは、Grayscale Bitcoin Trust (GBTC)、BlackRock (IBIT)、Fidelity (FBTC)、Ark Invest/21Shares (ARKB)、Bitwise (BITB)、Franklin (EZBC)、Invesco/Galaxy (BTCO)、VanEck (HODL)、Valkyrie (BRRR)、WisdomTree (BTCW) 、Hashdex (DEFI)の11社のETF。
2024年5月15日（時点）、11社の現物型ビットコインETFの資産残高は121億5170万ドルとなっている。最も多くのビットコインを保有しているのはGrayscale Bitcoin Trust (GBTC)で、同日時点で288,497.6543 BTCを保持している。